# Satalkheri
Satalkheri é uma vila in Kota District, no estado indiano de Rajasthan.

## Demografia
Segundo o censo de 2001, Satalkheri tinha uma população de 14,965 habitantes. Os indivíduos do sexo masculino constituem 53% da população e os do sexo feminino 47%. Satalkheri tem uma taxa de literacia de 49%, inferior à média nacional de 59.5%: a literacia no sexo masculino é de 63% e no sexo feminino é de 33%. Em Satalkheri, 21% da população está abaixo dos 6 anos de idade.